# Oncourt
Oncourt ist eine Ortschaft und eine ehemalige selbständige französische Gemeinde mit zuletzt 185 Einwohnern (Stand 1. Januar 2013) im Département Vosges in der Region Grand Est.
Mit Wirkung vom 1. Januar 2016 wurden die Gemeinden Thaon-les-Vosges, Girmont und Oncourt zu einer Commune nouvelle mit dem Namen Capavenir Vosges zusammengelegt, die seit dem 30. Dezember 2021 Thaon-les-Vosges heißt.

## Geografie
Der Ort Oncourt liegt im Tal der Avière, einem linken Nebenfluss der oberen Mosel, zwölf Kilometer nordwestlich des Stadtzentrums von Épinal, der Hauptstadt des Départements Vosges.

## Bevölkerungsentwicklung
| Jahr            | 1962 | 1968 | 1975 | 1982 | 1990 | 1999 | 2006 | 2013 |
| --------------- | ---- | ---- | ---- | ---- | ---- | ---- | ---- | ---- |
| Einwohner       | 101  | 107  | 84   | 111  | 123  | 139  | 161  | 185  |
| Quelle: Cassini |      |      |      |      |      |      |      |      |

## Sehenswürdigkeiten
- Kirche Saint-Élophe
- Lavoir (ehemaliges Waschhaus)

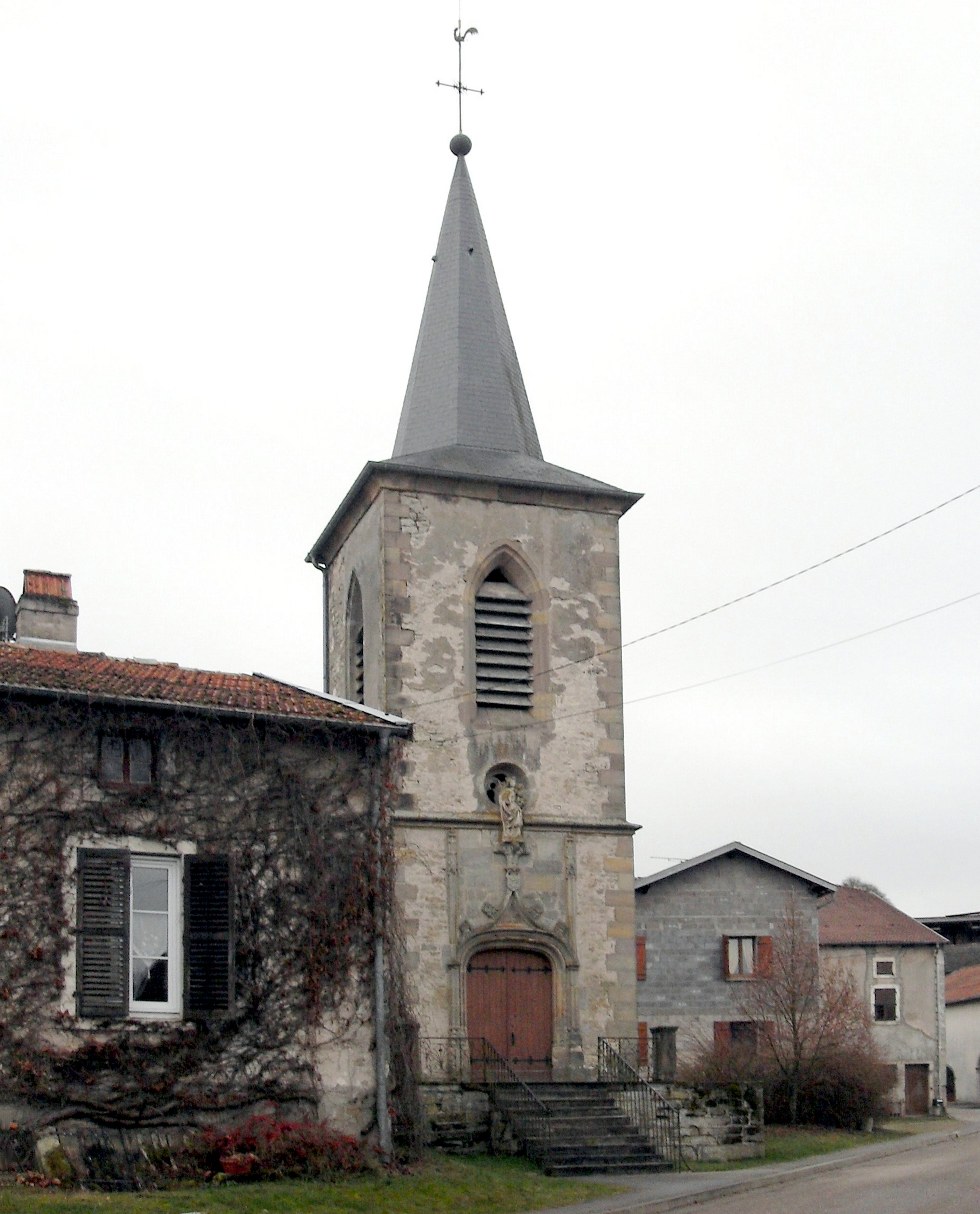
Kirche St. Eliphius in der Rue de Mazeley
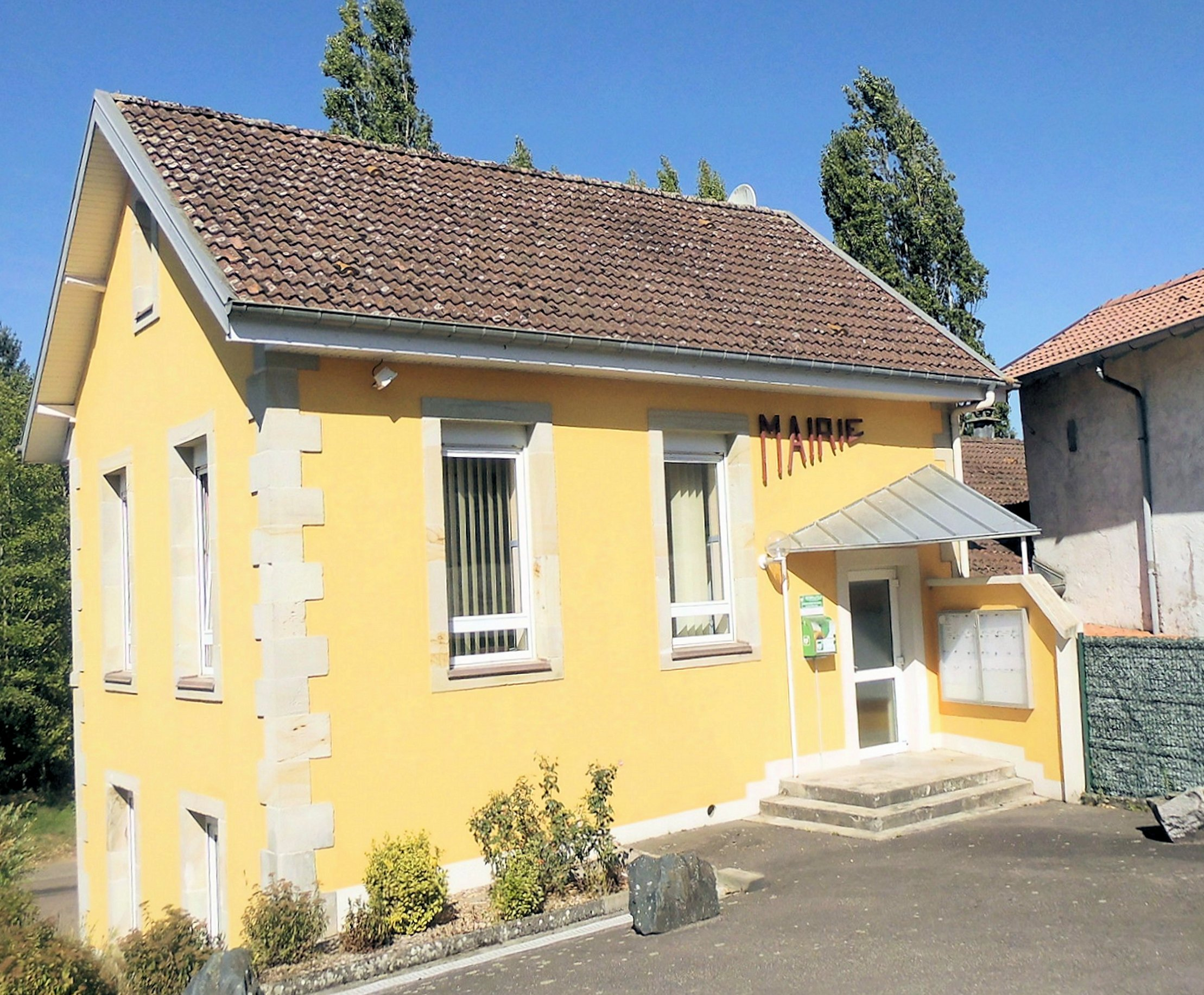
Ehemaliges Rathaus
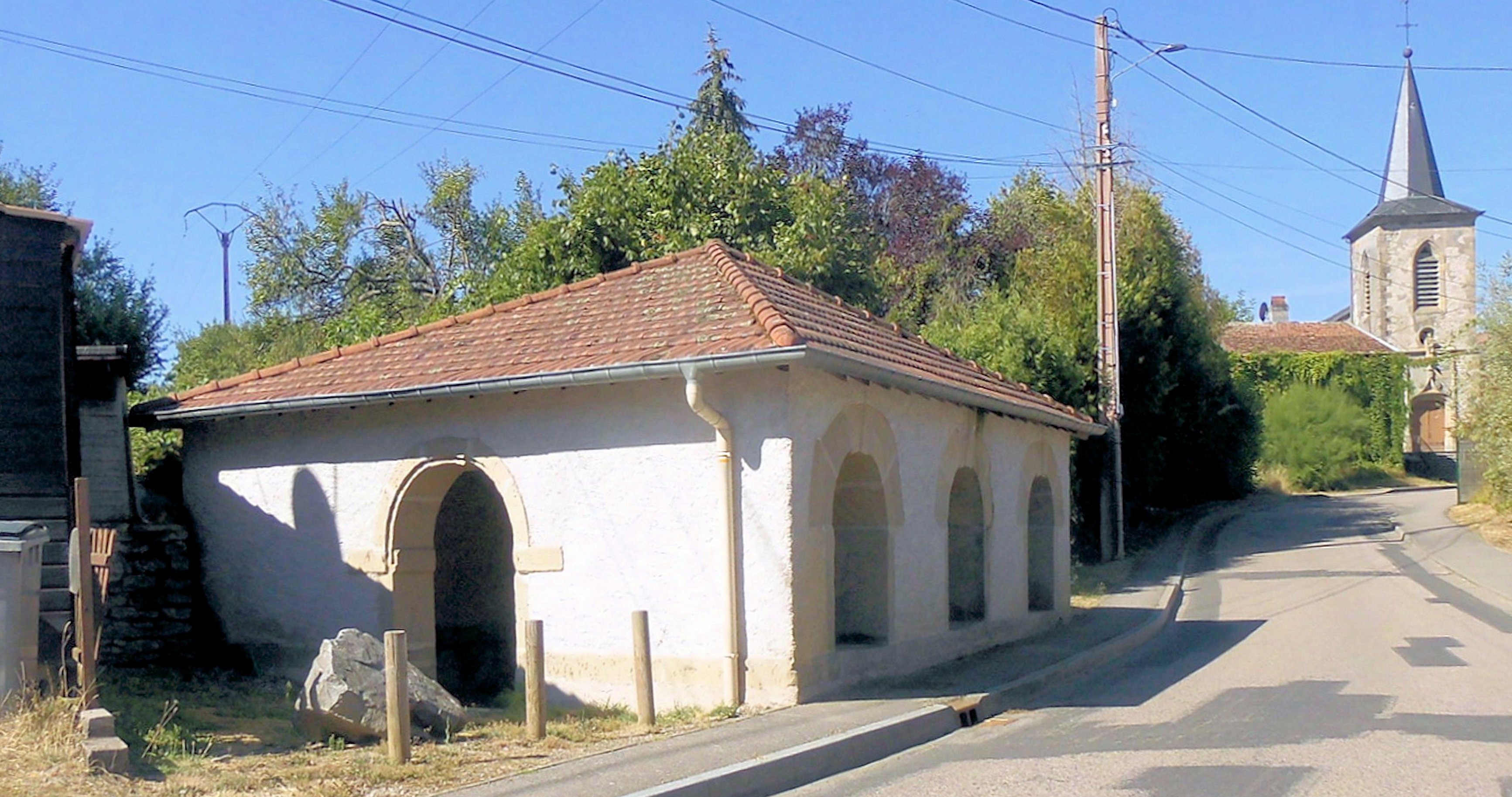
Ehemaliges Waschhaus

## Verkehrsanbindung
In Oncourt kreuzen sich die Fernstraße D 41 von Igney nach Sanchey und die Verbindung Mazeley-Thaon-les-Vosges. Ein direkter Anschluss besteht in Richtung Thaon-les-Vosges zur zweispurigen Route nationale 57  von Nancy nach Épinal. Die nächsten Haltepunkte (Igney und Thaon-les-Vosges) liegen an der dem Moseltal folgenden Bahnlinie Nancy-Épinal-Remiremont, die vom Unternehmen TER Lorraine betrieben wird.

## Sonstiges
Bei der Flutwelle durch das Bersten der Bouzey-Staumauer im Jahr 1895 wurde auch das Dorf Oncourt verwüstet.

## Belege
1. ↑  Décret no 2021-1921 du 30 décembre 2021 portant changement du nom de communes , www.legifrance.gouv.fr, abgerufen am 21. Januar 2022
2. ↑  Oncourt auf cassini.ehess.fr